# Caprice de femmes
Pour plus de détails, voir Fiche technique et Distribution.
Caprice de femmes (Enter Madame) est un film américain réalisé par Elliott Nugent, sorti en 1934.

## Synopsis
Gerald Fitzgerald, un Américain, épouse Lisa Della Robbia, une belle Italienne chanteuse d'opéra. Ils vivent une belle romance jusqu'à ce qu'elle reprenne son travail. Gerald accompagne Lisa en tournée, mais il se trouve relégué à cette situation d'accompagnateur. Gerald revient finalement aux États-Unis, Lisa lui ayant promis de le rejoindre après sa tournée en Scandinavie. Lisa repousse la date de son retour et Gerald perd patience et commence une procédure de divorce. Avant même que Lisa ait accepté le divorce, il renoue une relation avec Flora Preston. 
Mais un jour ils sont surpris par le retour de Lisa, qui jure qu'elle aussi a un amant qu'elle a l'intention d'épouser. Lorsque Gerald l'accuse de n'avoir aucune idée de ce qu'est d'être une épouse, de colère elle accepte le divorce, alors qu'elle l'aime encore et qu'elle n'a en réalité pas d'amant. Lisa insiste pour que Flora soit présente alors qu'ils discutent des aspects financiers du divorce et invite le couple à assister à son spectacle à l'opéra et à la rejoindre pour dîner ensuite. 
Finalement Gerald et Lisa se réconcilient et décident de partir en Amérique du Sud.

## Fiche technique
- Titre original : Enter Madame
- Titre français : Caprice de femmes[1]
- Réalisation : Elliott Nugent
- Scénario : Gladys Lehman et Charles Brackett, d'après la pièce Enter Madame! de Gilda Varesi Archibald et Dorothea Donn-Byrne
- Direction artistique : Hans Dreier, Ernst Fegté
- Costumes : Travis Banton
- Photographie : Theodor Sparkuhl, William C. Mellor
- Son : M.M. Paggi
- Montage : Hugh Bennett
- Musique : Heinz Roemheld
- Production : Benjamin Glazer
- Société de production : Paramount Pictures
- Société de distribution : Paramount Pictures
- Pays de production :  États-Unis
- Langue originale : anglais
- Format : noir et blanc — 35 mm — 1,37:1 — son Mono (Western Electric Noiseless Recording)
- Genre : Comédie romantique
- Durée : 83 minutes
- Dates de sortie : 
  - États-Unis : 2 novembre 1934
  - France : 12 avril 1935

## Distribution
- Elissa Landi : Lisa Della Robbia (doublure chant : Nina Koshetz)
- Cary Grant : Gerald Fitzgerarld
- Lynne Overman : Monsieur Farnum
- Sharon Lynn : Flora Preston
- Michelette Burani : Bice
- Paul Porcasi : Archimede
- Adrian Rosley : le médecin
- Cecilia Parker : Aline Chalmers
- Frank Albertson : John Fitzgerald
- Wilfred Hari : Tamamoto
- Torben Meyer : Carlson
- Harold Berquist : Bjorgenson
- Diana Lewis : la standardiste
- Richard Bonelli (en) : Scorpia
- Fred Malatesta (non crédité) : un employé de l'hôtel

## Bande originale
- Extraits des opéras 
  - Cavalleria rusticana : musique de Pietro Mascagni, livret de Guido Menasci et Giovanni Targioni-Tozzetti
  - Tosca : musique de Giacomo Puccini, livret de Giuseppe Giacosa et Luigi Illica
  - Il trovatore : musique de Giuseppe Verdi, livret de Salvatore Cammarano